# Sabline de Lozère
Arenaria ligericina
Espèce
Arenaria ligericina est une espèce de plantes herbacées de la famille des Caryophyllacées, endémique des causses du sud du Massif central.

## Histoire
Découverte par Henri Lecoq et Martial Lamotte dans les débris calcaires au-dessus de Florac en montant sur le Causse Méjean, ainsi que dans les gorges du Tarn, autour de la Malène, elle est nommée dans le Catalogue raisonné des plantes vasculaires du Plateau central de la France (1947).

## Habitat
La plante croît dans un environnement de rochers ou de sables dolomitiques.